# 臺中市民館
24°08′21″N 120°40′50″E / 24.139128°N 120.680465°E

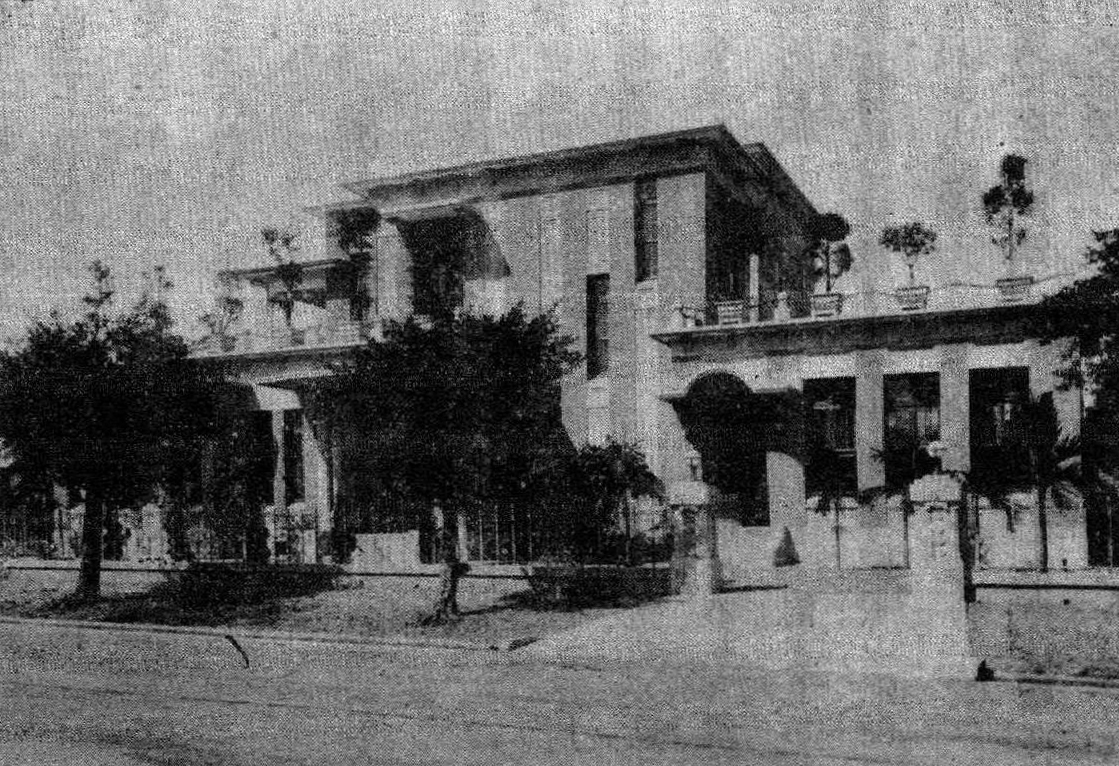
臺中市民館

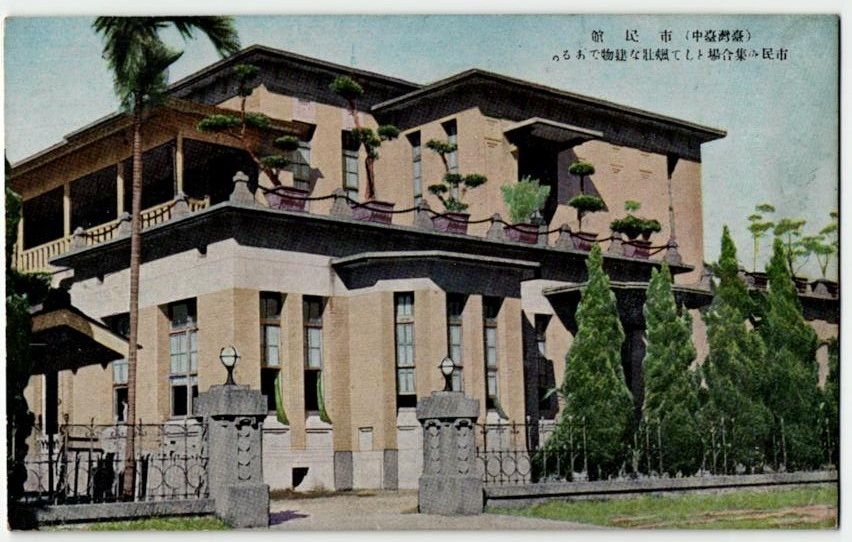
臺中市民館

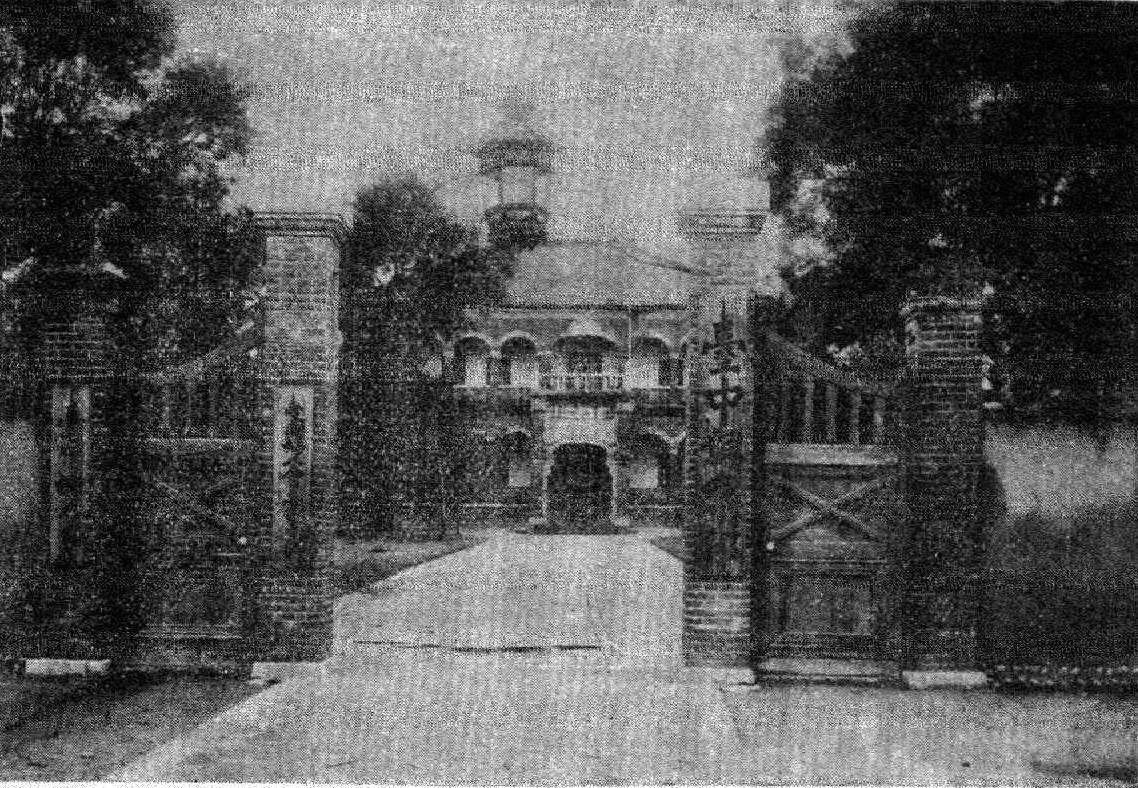
臺中俱樂部(1910年興建)

臺中市民館（原為臺中俱樂部）為日治時期臺中市寶町的一座市民休閒娛樂場館，建於1927年。二戰後，臺中市民館由軍人之友社臺中分社使用，後來於1970年代被拆除，原址位於民族路自由路口附近。

## 歷史

### 臺中俱樂部 (1899-1927)
臺中市民館的前身為臺中俱樂部，而臺中俱樂部曾歷經多次搬遷。臺中俱樂部最初係於1899年由臺中縣知事木下周一設置於臺中縣廳內，作為官員的休閒娛樂場所，設有撞球、圍棋等設施，及報紙、雜誌的閱覽室。然而，此臺中俱樂部於1901年11月廢縣制廳之際，隨臺中縣改制為臺中廳而廢止。
因臺中俱樂部廢止後，官民皆對此感到些許遺憾，1902年在官民協議下由臺中廳提供臺中知事官邸的一部分作為臺中俱樂部使用，設有撞球、圍棋、讀書間。1909年9月官制再度改正，臺中廳改制並擴張為臺中州，因廳舍、宿舍空間的需求，臺中俱樂部遷移至臺中共立學校，但不久共立學校的土地便由彰化銀行買下，以興建彰化銀行臺中出張所（後再改建為株式會社彰化銀行本店），於是撞球檯移到了新盛閣內。
1910年5月20日，臺中俱樂部於臺中公園南側的市大正町七丁目（現今公園路與雙十路口西北側）動工興建，同年10月27日全部完工，而會員人數亦快速增加至七百多位。

### 臺中市民館 (1927-1945)
隨著臺中市街發展，臺中俱樂部的設施逐漸不敷使用，且加上臺中俱樂部位在市區邊緣，恐導致使用者逐漸減少；為了改善此問題，於是解散臺中俱樂部，並利用1926年舉辦中部臺灣共進會協贊會剩餘的費用10,000圓、募捐的23,000圓及臺中市役所補助金5,000圓，共計38,000圓，興建作為昭和御大典記念事業之一的「臺中市民館」，做為新的市民於娛樂設施。寶町住宅組合為此捐獻了寶町380坪的土地作為臺中市民館用地。臺中市民館在1927年12月動工，1928年6月30日竣工，7月1日開館。本館包含了撞球室、圖書室和集會堂。1930年，由林獻堂、蔡培火、楊肇嘉等人倡議成立的臺灣地方自治聯盟中部發起人磋商會即在此舉辦。

### 1945年後至拆除
1947年2月28日的二二八事件發生後，台中地區民眾組成「臺中地區時局處理委員會」，並於3月3日上午由謝雪紅在臺中市民館成立臺中地區治安委員會「作戰本部」，組織「人民大隊」，此為二七部隊前身。此建築隨後由軍人之友社臺中分社使用，後來於1970年代被拆除。